# Sylvain Maillard
Pour les articles homonymes, voir Maillard.
Sylvain Maillard, né le 28 avril 1974 à Saint-Maur-des-Fossés (Val-de-Marne), est un entrepreneur et homme politique français.
Membre successif de l'Union pour la démocratie française, du Nouveau Centre et de l'Union des démocrates et indépendants, il est adjoint au maire puis conseiller du 9e arrondissement de Paris depuis 2014. Après avoir rejoint En marche !, devenu La République en marche (LREM), il est élu député de la 1re circonscription de Paris lors des élections législatives de 2017. Membre de l'équipe de campagne de Benjamin Griveaux puis d'Agnès Buzyn pour les élections municipales de 2020 à Paris, il est candidat sur la liste LREM dans le 8e arrondissement. Après la défaite d'Agnès Buzyn aux municipales de 2020, il est réélu député de la 1re circonscription de Paris lors des législatives de 2022 et est 1er vice-président du groupe Renaissance à l'Assemblée nationale. Proche du président de la République, il est chargé de porter le texte de la réforme des retraites pour le groupe Renaissance.
Après des élections internes en janvier 2023, il est élu président de la fédération de Renaissance à Paris, la plus importante de France. 
En juillet 2023, à la suite de la nomination d'Aurore Bergé au gouvernement, il est élu président du groupe Renaissance à l'Assemblée nationale, fonction qu'il occupe jusqu'en juin 2024.

## Jeunesse, formation et carrière professionnelle
Il grandit à Versailles et suit des études de comptabilité et d'audit à ICS Bégué à Paris et obtient, en 1998, le diplôme mastère spécialisé « entrepreneurs-pédagogie HEC entrepreneurs » de l'École supérieure de commerce de Grenoble. Participant au programme Erasmus, il est élève en science politique à l'université de Munich. En décembre 1999, il commence son service national à Stuttgart en tant que coopérant à l'étranger.
Il revient en France en avril 2001, créant la société Alantys Technology (entreprise spécialisée dans la distribution de composants électroniques) à Argenteuil dans le Val-d'Oise, puis plusieurs de ses filiales,. Sylvain Maillard en est le directeur général.
Sylvain Maillard reçoit en 2016 le prix Montgolfier du commerce et transport décerné par la Société d’encouragement pour l’industrie nationale.

## Parcours politique

### Débuts
Sylvain Maillard indique avoir été « militant depuis toujours au centre droit ». Il participe comme militant à la campagne présidentielle de 1995 de Jacques Chirac. À la fin des années 1990, il devient membre de l'UDF, en 2007 du Nouveau Centre puis en 2012 de l'UDI. En 2015, il est élu membre du bureau politique national de l'UDI.

### Premiers mandats locaux
Lors des élections municipales de 2014 à Paris, il est candidat sur la liste de Delphine Bürkli qui l'emporte dans le 9e arrondissement, faisant ainsi basculer celui-ci à droite. Il est nommé adjoint à la maire, délégué à l'attractivité économique, à l'emploi, au tourisme, aux professions libérales, au commerce de proximité et à l'artisanat. Il a aussi été président du conseil de quartier Blanche-Trinité.
Lors des élections régionales de 2015, il est candidat à Paris, en position non éligible, sur la liste UMP-UDI-MoDem-PCD conduite par Valérie Pécresse.

### Au sein de LREM
Il rencontre Emmanuel Macron pour la première fois en octobre 2016, puis rejoint En marche ! alors qu'il est délégué de la fédération de Paris de l'UDI, parti divisé entre les partisans d'un soutien à François Fillon et ceux d'un soutien à Emmanuel Macron,. Durant la campagne présidentielle de 2017, il est l'un des porte-parole du comité politique d'En marche,.
À partir de l'automne 2021, il prend une part active à la levée de fonds en faveur de la campagne d'Emmanuel Macron pour l'élection présidentielle de 2022.

### Député de laXVelégislature

#### Élection
Sylvain Maillard est élu député de la première circonscription de Paris le 11 juin 2017, dès le premier tour des élections législatives, avec 50,8 % des voix. Il est le seul député élu dès le premier tour à Paris, et l'un des quatre candidats élus dès le premier tour sur le plan national. Il cesse ses fonctions d'adjoint à la maire du 9e arrondissement mais reste conseiller d'arrondissement. Il indique qu'il compte continuer de « travailler une journée par semaine » au sein de sa société Alantys Technology, précisant que « c'est tout [son] patrimoine » et qu'il « ne [veut] pas dépendre de la politique ».

#### Positions et fonctions au sein du groupe LREM

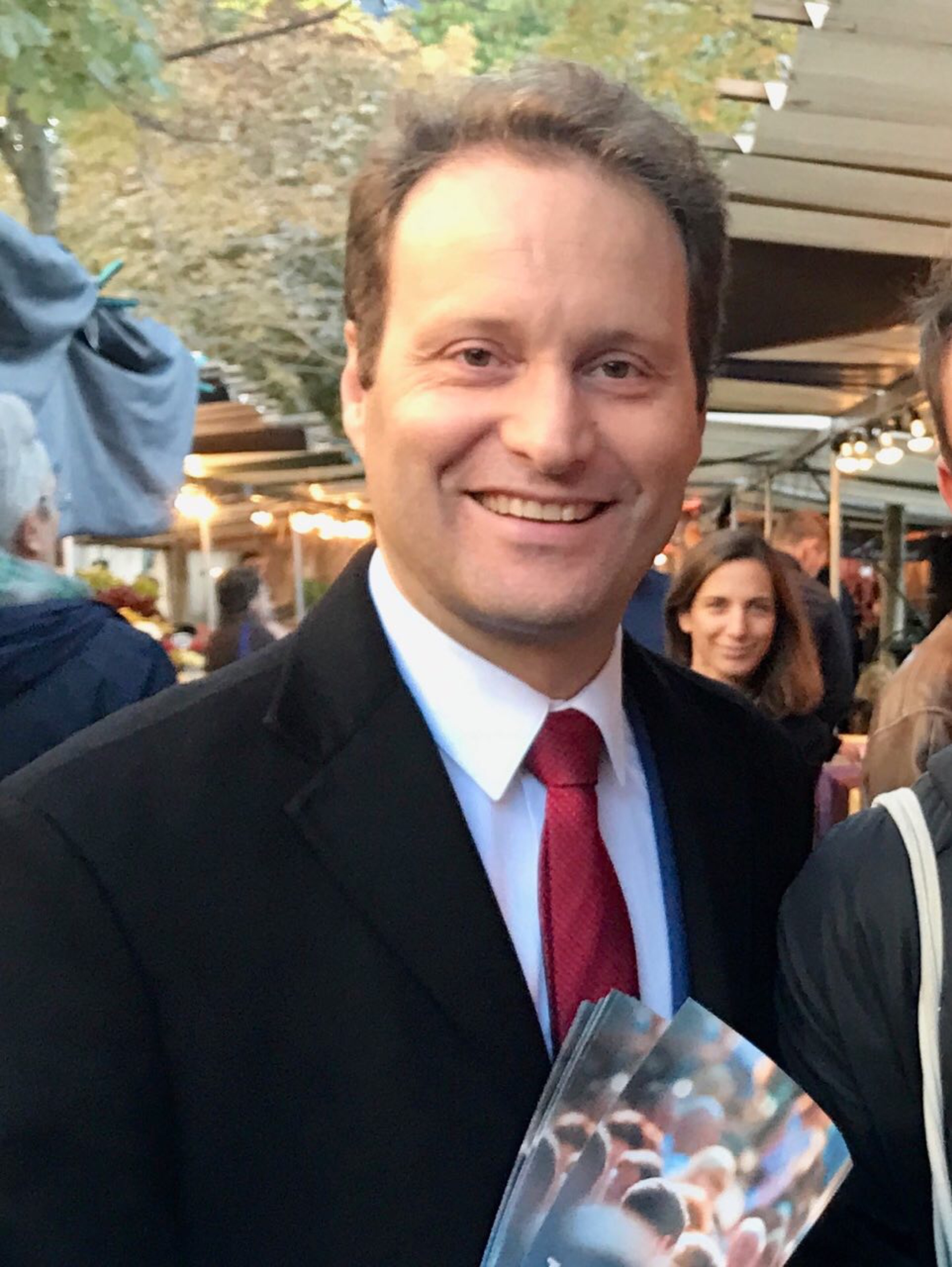
Sylvain Maillard en 2018.

Il fait partie des nouveaux députés LREM qui, issus du milieu de l'entreprise, ont été séduits par le côté « startup » d’En marche ! : ils transposent à l’exercice de leur mandat politique les règles de l’entreprise et introduisent dans le fonctionnement de LREM leurs méthodes et leur vocabulaire,.
En septembre 2018, après la nomination de François de Rugy au gouvernement, il soutient la candidature de Richard Ferrand à la présidence de l'Assemblée nationale.
En septembre 2019, il devient porte-parole du groupe LREM à l'Assemblée nationale[réf. nécessaire].

#### Activité législative
Fin juillet 2017, à l’occasion de l’examen du projet de loi organique rétablissant la confiance dans l'action publique, Aurore Bergé, Bérangère Abba, Sylvain Maillard et Matthieu Orphelin annoncent, dans un souci de transparence, la publication de la liste de leurs rencontres avec des lobbies et groupes d’intérêts.
Président du groupe d’études sur l’antisémitisme et vice-président du groupe d’amitié France-Israël, il est à l'initiative d'une proposition de résolution visant à approuver la définition controversée de l’antisémitisme utilisée par l’Alliance internationale pour la mémoire de l’Holocauste (IHRA) permettant de reconnaître l’antisionisme comme une forme d’antisémitisme. Cette proposition, malgré l'opposition d'un collectif d'intellectuels juifs antisionistes du monde entier et les remous qu'elle provoque au sein de la majorité LREM, est adoptée — comme dans 20 autres pays dont 16 de l'Union européenne — par l'Assemblée nationale le 3 novembre 2019 avec un vote record d'oppositions au sein de la majorité.

### Élections municipales de 2020 à Paris
Proche de Benjamin Griveaux, il participe à sa campagne pour l'investiture LREM en vue des élections municipales de 2020 à Paris. Après sa désignation comme tête de liste LREM, il coordonne la stratégie de riposte au sein de son équipe de campagne et devient son porte-parole. Il se porte candidat pour succéder à Benjamin Griveaux lorsque celui-ci renonce à sa candidature, avant de se ranger derrière Agnès Buzyn. Il est lui-même candidat sur la liste LREM dans le 8e arrondissement.

### Député de laXVIelégislature

#### Élection
Lors des élections législatives de 2022, Sylvain Maillard est réélu député de la première circonscription de Paris. Arrivé en tête du premier tour, avec 41,93 % des voix, il est élu au second tour, le 19 juin 2022, avec 65,57 % des voix face au candidat de la NUPES.
Le 5 juillet 2022, Sylvain Maillard est nommé premier vice-président du groupe Renaissance à l'Assemblée nationale. D'octobre à la fin du mois de novembre 2022, il en occupe la fonction de président par intérim durant le congé maternité d'Aurore Bergé. À la suite de la nomination de cette dernière à la tête du ministère des Solidarités, une nouvelle élection en interne est organisée le 26 juillet 2023 pour élire un nouveau président de groupe. Sylvain Maillard en sort vainqueur avec 80 % des voix.

#### Réforme des retraites
Numéro 2 du parti présidentiel à l'Assemblée nationale, proche d'Emmanuel Macron et président du groupe de travail sur la réforme des retraites du groupe Renaissance, il est chargé de coordonner l’action du groupe sur le projet de loi lors de son examen à l’Assemblée.
Il présente cette réforme comme « impopulaire mais nécessaire ».

## Controverses

### Mise en cause dans lesPandora Papers
Le 5 octobre 2021, il est mis en cause dans l'affaire des « Pandora Papers », étant propriétaire à hauteur de 25 % d'une société offshore immatriculée aux Seychelles, Unik Deal Limited, et condamnée en 2014 pour la vente de jouets contrefaits. Sylvain Maillard assure tout ignorer de l'affaire et avoir été victime d'une usurpation d'identité. Florian Deloppinot, son associé dans la société écran seychelloise, confirme avoir créé cette société sans en avertir Sylvain Maillard : « J'ai créé la société trop rapidement, sans réfléchir. Ayant en ma possession une copie du passeport de Sylvain Maillard, je l'ai envoyée sans le prévenir et signé à sa place les documents ». Sylvain Maillard ne portera pas plainte pour usurpation d'identité contre son associé mais porte plainte pour diffamation publique deux jours après la révélation de l'affaire, contre le journal Le Monde, qui a révélé ces informations.
Deloppinot, seul à avoir été retrouvé à l'époque, a été condamné à verser plus de 60 000 euros à Hasbro, titulaire exclusif des droits de « Beyblade », pour contrefaçon et préjudice commercial en 2014.

### Déclaration sur les personnes sans-abri
Il s'attire des critiques après avoir déclaré en février 2018 que « l'immense majorité » des sans-abris dorment dans la rue par choix. À la suite de la polémique, il intervient sur le plateau de l’émission Les Grandes Gueules sur RMC radio pour rencontrer la personne sans-abri Christian Page.

## Synthèse des résultats électoraux

### Élections législatives
| Année | Parti | Parti  | Circonscription | 1er tour | 1er tour | 1er tour | 2d tour | 2d tour | 2d tour | Issue |
| Année | Parti | Parti  | Circonscription | Voix     | %        | Rang     | Voix    | %       | Rang    | Issue |
| ----- | ----- | ------ | --------------- | -------- | -------- | -------- | ------- | ------- | ------- | ----- |
| 2017  |       | LREM   | 1re de Paris    | 24 037   | 50,80    | 1er      |         |         |         | Élu   |
| 2022  | ENS   | 19 718 | 1re de Paris    | 41,93    | 1er      | 28 655   | 65,57   | 1er     | Élu     |       |
| 2024  | RE    | 28 048 | 1re de Paris    | 44,70    | 1er      | 35 238   | 63,64   | 1er     | Élu     |       |